# Берест Юрій Юрійович
Юрій Юрійович Берест (нар. 17 жовтня 1969, Суми) — науковець, доктор математики, професор.

## Біографія
Юрій Юрійович Берест народився 17 жовтня 1969 року в місті Суми у сім'ї службовців. В 1988 році закінчив Сумську середню школу № 8. ПІсля закінчення школи навчався у Московському фізико-технічному інституті, який закінчив в 1993 році. Докторський ступінь отримав у Канаді, живе в США, працює в навчальних закладах Нью-Йорка.

## Трудова діяльність
З 1997 по 1999 рр. працював у Монреальському університеті, де здобував освіту. Там же здобув докторський ступінь. Водночас викладав у Каліфорнійському університеті міста Берклі (Сполучені Штати Америки) З 1999 — викладач Корнельського університету (м. Нью-Йорк)

## Наукові дослідження
Берест Юрій Юрійович веде наукову роботу на перетині кількох дисциплін., в тому числі математики, фізики, алгебраїчної геометрії, некомутативної алгебри.
Автор численних монографій та наукових статей у наукових виданнях США і Канади

## Досягнення. Відзнаки
- 1997 — доктор математики
- 1997 — здобув науковий ступінь професор
- 2000 — одержав нагороду Слоанського наукового фонду (Сполучені Штати Америки)